# میربچه‌کوت
میربچه‌کوت (به لاتین: Mir Bacha Kot) یک روستا در افغانستان است که در ولسوالی میربچه‌کوت ولایت کابل واقع شده‌است.

## خصوصیات
میربچه‌کوت ۵٬۶۵۹ نفر جمعیت دارد و ۱٬۶۹۰ متر بالاتر از سطح دریا واقع شده‌است.